# ReFresh Bistro
ReFresh Bistro je český řetězec provozoven školních bufetů s rychlým občerstvením se sídlem v Praze. První provozovna byla otevřena v roce 2017 v rámci VOŠ stavební a SPŠ stavební v ulici Dušní 17 v Praze. K roku 2021 se jedná o největší síť školních kantýn a bufetů v Česku s více než 85 pobočkami. Provozovatel plánoval rozšiřovat síť o 10 až 15 poboček každý školní rok.
ReFresh Bistro nabízí různé druhy zapečených toustů, bagety, saláty, cukrovinky a nápoje. Pobočky se nacházejí v budovách základních, středních a vysokých škol. Řetězec provozuje společnosti ReFresh Bistro s.r.o., která spadá pod českou skupinu Designex.

## Pobočky
Všechny pobočky mají jednotný vzhled, jednotný sortiment a jednotnou vizuální podobu. Typickým prvkem jsou hnědé stěny, černý kov a dřevo. Koncept rozděluje pobočky do varianty Stánek s omezeným a varianty Obchod s plným sortimentem. Většina poboček disponuje vlastním posezením ve formě stolů i chill out zón. Vybrané produkty jsou vyráběny přímo v zázemí poboček. Pobočky mají zpravidla otevírací dobu závislou na vyučovacích hodinách jednotlivých škol, ve kterých jsou pobočky umístěny. Dle údajů provozovatele ReFresh Bistro všechny pobočky obslouží ročně přes 1,2 mil. zákazníků.

## Pamlsková vyhláška
Dne 20. 9. 2016 vešla v platnost norma ministerstva školství pamlsková vyhláška (přesný název: Vyhláška o požadavcích na potraviny, pro které je přípustná reklama a které lze nabízet k prodeji a prodávat ve školách a školských zařízeních), která výrazně omezila prodej potravin pro žáky povinné školní docházky. Koncept reagoval na vlnu uzavírání školních bufetů, kdy mnoho z nich nahradil. ReFresh Bistro naplňuje normu pamlskové vyhlášky využitím elektronického systému zákaznických účtů a speciálního označení potravin. 